# Yancarlos Martinez
Yancarlos Martinez (San Cristóbal, 8 juli 1992) is een Dominicaans atleet die gespecialiseerd is in de 100 m en de 200 m. Hij vertegenwoordigde zijn vaderland tweemaal op de Olympische Spelen.

## Biografie
Martinez legde zich aanvankelijk neer op honkbal maar vanaf 2014 begon hij zich meer toe te leggen op de sprintnummers in de atletiek. In 2016 nam hij zo een eerste keer deel aan de Olympische Spelen. Martinez werd uitgeschakeld in de reeksen van de 200 meter. Martinez maakte ook deel uit van de Dominicaanse estafetteploeg op de 4x100 meter. In de reeksen veroorzaakte zijn landgenoot Mayobanex de Óleo echter een valse start waardoor Martinez niet in actie kwam op het estafettenummer.
Ook in 2021 nam Martinez deel aan de Olympische Zomerspelen. In een persoonlijk record van 20,17 seconden kon Martinez zich plaatsen voor de halve finale van de 200 meter. In deze halve finale eindigde Martinez op de 4e plaats waarmee hij zich net niet kon plaatsen voor de finale. 

## Persoonlijke records
Outdoor
| Onderdeel | Prestatie | Datum           | Plaats        |
| --------- | --------- | --------------- | ------------- |
| 100 m     | 10,14 s   | 21 juli 2015    | Toronto       |
| 200 m     | 20,17 s   | 3 augustus 2021 | Tokio         |
| 400 m     | 47,14 s   | 27 maart 2021   | Santo Domingo |

## Palmares

### 60 m
- 2016: 8e in de series WK indoor - 6,83 s

### 100 m
- 2014: 4e Centraal-Amerikaanse en Caraïbische Spelen - 10,29 s
- 2015: 9e in ½ finale Pan-Amerikaanse Spelen - 10,17 s
- 2015: 7e in de series WK - 10,19 s

### 200 m
- 2015: 7e Pan-Amerikaanse Spelen - 20,47 s
- 2015: 9e in ½ finale WK - 20,31 s
- 2015:  NACAC - 20,28 s
- 2015: 5e Militaire Spelen - 20,88 s
- 2016:  Ibero-Amerikaanse kampioenschappen - 20,19 s
- 2016: 7e in de series OS - 20,97 s
- 2018: 7e Centraal-Amerikaanse en Caraïbische Spelen - 20,63 s
- 2019:  Pan-Amerikaanse Spelen - 20,44 s
- 2019: 4e in ½ finale WK - 20,28 s
- 2019:  Militaire Spelen - 20,62 s
- 2021: 4e in ½ fin. OS - 20,24 s

### 4x100 m
- 2014:  Centraal-Amerikaanse en Caribische Spelen - 39,01 s
- 2015: 5e Pan-Amerikaanse Spelen - 38,86 s
- 2015: 4e NACAC - 38,78 s
- 2015:  Militaire Spelen - 39,41 s
- 2015: 11e IAAF World Relays - 38,98 s
- 2016:  Ibero-Amerikaanse kampioenschappen - 38,52 s
- 2016: DSQ in de series OS
- 2018:  Centraal-Amerikaanse en Caribische Spelen - 38,71 s
- 2015: 5e in de series IAAF World Relays - 39,12 s
- 2019: 6e Pan-Amerikaanse Spelen - 39,15 s
- 2019:  Militaire Spelen - 39,54 s

### 4x400 m
- 2021: 2e in de series IAAF World Relays - 3.16,67